# Gyeolhon i-yagi 2
Gyeolhon iyagi 2 (결혼이야기 2?), noto anche con il titolo internazionale Marriage Story 2, è un film del 1994 diretto da Kim Kang-no, seguito di Gyeolhon i-yagi (1992).

## Trama
Jin-woo e Sun-ju decidono di fare un viaggio in Australia per poter ritrovare un po' di tranquillità ed eventualmente concepire un bambino; la ragazza tuttavia entra in possesso di una bambola contenente un preziosissimo microfilm, diventando insieme al marito il bersaglio di pericolosi criminali.